# Pandanus puniceus
Pandanus puniceus är en enhjärtbladig växtart som beskrevs av Harold St.John. Pandanus puniceus ingår i släktet Pandanus och familjen Pandanaceae.
Artens utbredningsområde är Samoa. Inga underarter finns listade.